# Dinar (Afyonkarahisar)
Pour les articles homonymes, voir Dinar (homonymie).
Dinar est une ville et un district de la province d'Afyonkarahisar dans la région Égéenne en Turquie.

## Géographie
Dinar est aujourd'hui un « ilçe » qui pourrait se traduire par « district » en français, de la ville d’Afyonkarahisar. Dinar a connu un terrible tremblement de terre . Ce tragique événement a incité plusieurs habitants à migrer vers d’autres villes de la Turquie ou à quitter le pays pour venir s’installer en Europe. Dinar est un carrefour routier entre Ankara ou Istanboul, et Antalya. La ville se distingue particulièrement par son cours d’eau qui va jusqu’à Izmir.
La ville se développe progressivement et à partir de l’année 2019, Dinar est une ville à deux visages: une partie rurale (quartier central appelé « santral mahallesi ») plus ancienne et localisée autour de la mairie et une partie urbaine plus en périphérie (quartier du stade appelé « stadyum mahallesi »). La ville dispose de nombreux commerces et cafés, source principale des revenus professionnels des habitants (avec l’immobilier). La ville étant majoritairement habitée par des retraités de la fonction publique.

## Histoire
La ville a grandi au milieu des ruines d’Apamée Kibotos , près des sources du Méandre. Dans la mythologie grecque, c'est à cet endroit qu'aurait eu lieu le défi musical opposant Apollon à Marsyas.